# Tentredinídeos
Tentredinídeos (Tenthredinidae) é a maior família de vespas-serras (insetos do ordem Hymenoptera), contando com mais de 7.500 espécies pelo mundo, atualmente distribuídas dentre 430 gêneros pertencentes a 7 subfamílias. São vespas relativamente corpulentas, geralmente escuras, como preto e marrom, de asas por vezes escuras ou com detalhes amarelos, que medem entre 3 mm e 2 centímetros. Assim como as demais vespas herbívoras "Symphyta", elas não possue uma marcante "cintura de vespa", que é mais típico dos numerosos insetos himenópteros mais recentes (subordem Apocrita). São mais comuns em pradarias, e perto de córregos no meio das florestas.
As vespas desta família são muito diversas, de forma que possuem bem poucas (e discretas) características únicas que as diagnostiquem. Em suma, possuem nove segmentos antenais (raramente mais), e uma clara separação do segmento mediano lateral do tórax do primeiro segmento abdominal.   The Costumam ser marcantemente achatadas, o que normalmente as diferencia das vespas mais cilíndricas e finas da família Ciphidae (informação relevante no hemisfério norte, onde ambas famílias são as mais abundantes vespas "Symphyta". Suas tíbias não apresentam espinhos preapicais.
Os adultos alimentam-se bem pouco, geralmente de líquidos do ambiente, ao passo que as larvas comem a folhagem perto dos córregos, árvores e arbustos nas margens, ou nas pradarias. A fêmeas usam seus ovipositores em forma de espada para cortar a casca de ramos da vegetação e ali depositar seus ovos, translúcidos em forma de gomos.
Como todos insetos himenópteros, estas vespas passam por metamorfose completa (insetos da subclasse Holometabola). Como a maioria dos demais vespas basais "Symphyta", suas larvas tipicamente alimentam-se da folhagem de árvores e arbustos, com algumas exceções ocasionais de minadoras de folhas, brocadoras de caules e formadoras de galhas. Nas espécies que alimentam-se externamente sobre as folhas, as larvas lembram pequenas lagartas (insetos da ordem Lepidoptera).
Por conta dos danos causados à vegetação, há algumas espécies de importância econômica, notoriamente da subfamília Selandriinae atacando plantas alimentíceas.
Há grande diversidade fóssil, a exemplo de Eriocampa tulameenensis e Pseudosiobla campbelli.

## Subfamílias e gêneros
Alguns autores reconhecem 7 subfamílias. Na região Neotropical, a família mais abundante em espécies é Selandriinae, com estimadas 150 espécies.
Subfamília Allantinae
Adamas Malaise, 1945
Allantus Panzer, 1801
Ametastegia A. Costa, 1882
Apethymus Benson, 1939
Athalia Leach, 1817
Empria Lepeletier, 1828
Eriocampa Hartig, 1837
Monosoma MacGillivray, 1908
Monostegia O. Costa, 1859
Taxonus Hartig, 1837
Subfamília Blennocampinae
Ardis Konow, 1886
Blennocampa Hartig, 1837
Cladardis Benson, 1952
Claremontia Rohwer, 1909
Eutomostethus Enslin, 1914
Halidamia Benson, 1939
Hoplocampoides Enslin, 1913
Monardis Benson, 1952
Monophadnoides Ashmead, 1898
Monophadnus Hartig, 1837
Paracharactus MacGillivray, 1908
Periclista Konow, 1886
Phymatocera Dahlbom, 1835
Rhadinoceraea Konow, 1886
Stethomostus Benson, 1939
Tomostethus Konow, 1886
Subfamília Heterarthrinae
Caliroa O. Costa, 1859
Endelomyia Ashmead, 1898
Fenella Westwood, 1840
Fenusa Leach, 11817
Heterarthrus Stephens, 1835
Messa Leach, 1817
Metallus Forbes, 1885
Parna Benson, 1936
Profenusa MacGillivray, 1914
Rocalia Takeuchi, 1952
Scolioneura Konow, 1890
Subfamília Nematinae
Amauronematus Konow, 1890
Anoplonyx Marlatt, 1896
Cladius Illiger, 1807
Croesus Leach, 1817
Decanematus Malaise, 1931
Dineura Dahlbom, 1835
Eitelius Kontuniemi, 1966
Endophytus Hering, 1934
Eupontania Zinovjev, 1985
Euura Newman, 1837
Hemichroa Stephens, 1835
Hoplocampa Hartig, 1837
Mesoneura Hartig, 1837
Micronematus Konow, 1890
Nematinus Rohwer, 1911
Nematus Panzer, 1801
Pachynematus Konow, 1890
Pikonema Ross, 1937
Platycampus Schiødte, 1839
Pontania Costa, 1859
Pontopristia Malaise, 1921
Priophorus Dahlbom, 1835
Pristiphora Latreille, 1810
Pseudodineura Konow, 1885
Sharliphora Wong, 1969
Stauronematus Benson, 1953
Trichiocampus Hartig, 1837
Subfamily Selandriinae
Aneugmenus Hartig, 1837
Birka Malaise, 1944
Brachythops Haliday, 1839
Dolerus Jurine, 1807
Hemitaxonus Ashmead, 1898
Heptamelus Haliday, 1855
Loderus Konow, 1890
Nesoselandria Rohwer, 1910
Pseudoheptamelus Conde, 1932
Selandria Leach, 1817
Strombocerina Malaise, 1942
Strongylogaster Dahlbom, 1835
Subfamília Susaninae
Susana Rohwer & Middleton, 1932
Subfamília Tenthredininae
Aglaostigma Kirby, 1882
Eurogaster Zirngiebl, 1953
Ischyroceraea Kiaer, 1898
Macrophya Dahlbom, 1835
Pachyprotasis Hartig, 1837
Perineura Hartig, 1837
Rhogogaster Konow, 1884
Siobla Cameron, 1877
Tenthredo Linnaeus, 1758
Tenthredopsis A. Costa, 1859
Tyloceridius Malaise, 1945
Ussurinus Malaise, 1931